# Єлизаветівка (Гродівська селищна громада)
Єлизаве́тівка — село Гродівської селищної громади Покровського району Донецької області, Україна. У селі мешкає 113 людей.

## Загальні відомості
Відстань до райцентру становить близько 25,2 км і проходить автошляхом Н32.

## Населення
За даними перепису 2001 року населення села становило 113 осіб, із них 90,27 % зазначили рідною мову українську та 9,73 % — російську.